# 19597 Ryanlee
19597 Ryanlee è un asteroide della fascia principale. Scoperto nel 1999, presenta un'orbita caratterizzata da un semiasse maggiore pari a 2,8392417 UA e da un'eccentricità di 0,0750036, inclinata di 2,57294° rispetto all'eclittica.